# Castelmassa
Castelmassa es una comune italiana de la provincia de Rovigo, en Véneto. Tiene una población estimada, a fines de agosto de 2021, de 3.940 habitantes.

## Evolución demográfica
| Gráfica de evolución demográfica de Castelmassa entre 1861 y 2021 |
|                                                                   |
| Fuente ISTAT - elaboración gráfica de Wikipedia                   |